# گیل
- گیل نام قومی کهن در دشت گیلان که در همسایگی اقوام دیلم، طبری و تالش سکونت داشتند.
- گلی‌ها نام قومی باستانی و سکایی تبار که در دوران باستان در البانیا قفقاز و همچنین غرب سپیدرود سکونت داشت.
- گلونی‌ها قومی سکایی تبار در اوکراین امروزی.
- گیلک نام قومی در ایران.
- گیل یا گیلان نام سرزمینی کهن در شمال ایران که در همسایگی سرزمین طبرستان ، دیلم و تالش قرار داشت.
- گیلان نام استانی در شمال ایران.
- گیل نام طبقه دهقان در شمال ایران.
- گیل گیلانشاه نام شاهزاده ساسانی که بر شمال ایران حکومت می‌کرد.
- گیلانشاه عنوان حکومتی حاکمان گیلان؛ نخستین بار بهرام ساسانی از این عنوان استفاده نمود، در دوران سلطنت شاپور یکم، بهرام به عنوان فرماندار منطقه تازه فتح شده گیلان، واقع در کرانه جنوب‌غربی دریای خزر خدمت می‌کرد و لقب «گیلانشاه» (شاه گیلان) را داشت.
- ولسوالی گیلان یکی از ولسوالی های ولایت غزنی در کشور افغانستان.
- گیلانی نام قومی در افغانستان امروزی در دوران ساسانی.
- طایفه گیلانی نام تیره از ایل کلهر از قوم کرد.
- گیلانغرب نام شهری کردنشین در استان کرمانشاه.
- گیل‌ها نام قومی سلتی تبار در ایرلند و اسکاتلند.
- گال‌ها قومی سلتی تبار در فرانسه.
- حسین گیل بازیگر سینما.